# Далмация
Далма́ция (Далма́тия) (хорв. Dalmacija, черног. Далмација, итал. Dalmazia, лат. Dalmatia, греч. Δαλματία) — историческая область на северо-западе Балканского полуострова, на побережье Адриатического моря, на территории современных Хорватии (в основном) и Черногории.

## История Далмации
В древности Далмацию населяли иллирийские племена — далматы, либурны и др., а также фракийцы и кельты.
В IV веке до н. э. на побережье Далмации были основаны греческие колонии.
В 229 до н. э. началось римское вторжение (две иллирийские войны, 229—228 и 219 до н. э.).
Во II—I веках до н. э. местное население неоднократно восставало против римлян вплоть до времени Октавиана, которым Далмация была покорена и присоединена к провинции Иллирик (34—33 до н. э.).
В 9—6 годах до н. э. Тиберий подавил восстание в Далмации, после чего были образованы две иллирийские провинции — Illyricum Superius (со времён Флавиев называемая Далмацией) и Illyricum Inferius (Паннония).
Диоклетиан выделил южную часть Далмации со Скодрой (современный Шкодер в Албании) в качестве провинции Превалитана.
Римляне организовали в Далмации военные лагеря и поселения ветеранов. Столицей провинции стал город Салоны (Salonae).
Несколько римских императоров (например, Диоклетиан) были выходцами из Далмации.
В III веке в Далмации жил и похоронен преподобный Исаакий Далматский.
С VI века Далмация находится под властью Византии. В VI—VII вв. регион занимают хорваты и сербы (на юге).
В IX веке далматинские города входят в состав Хорватского государства, а в начале XII века переходят под власть Венгрии.
В 1420—1797 годах Далмация (кроме Дубровника) находилась под властью Венеции, которая видела в местных купцах опасных конкурентов и старалась ограничить или полностью уничтожить внешнюю торговлю далматинских городов, поставить их в полную экономическую зависимость. Венеция не только вмешивалась в политическую жизнь приморских городов и назначала правителей городских общин, но и ввела всевозможные ограничения для мореходства и торговли славян, стремясь к установлению своей торговой монополии на Адриатике. Венецианское правительство само устанавливало пошлины на привозимые и вывозимые из Далмации товары, пыталось регулировать цены в своих интересах. Строго регламентировался экспорт и импорт товаров. Кроме того, приморские города были обязаны прекращать торговлю с теми странами, которые враждовали с Венецией. Венецианская живопись эпохи Возрождения оказала большое влияние на творчество художников Далмации. Один из них, Джорджо Скьявоне, учился в Падуе, а позже 45 лет работал в городах Далмации. Его картины находятся в крупных музея Европы и США.
В XVI веке внутренние области Далмации захватывает Османская империя.
По Кампо-Формийскому миру (1797) Далмация была передана Австрии и находилась под её властью до 1918 года (за исключением 1809—1813, когда Далмация, захваченная Наполеоном, входила в Иллирийские провинции Французской Империи). С 1815 года Далмация была включена в состав Австрийской империи, было образовано Королевство Далмация.
В 1861 году был учреждён представительный орган Далмации — Далматинский Сабор (хор. Dalmatinski sabor, нем. Dalmatinischer Landtag, ит. Dieta della Dalmazia) и исполнительный орган — земельный комитет (хор. Zemaljski odbor, нем. Landesausschuss, ит. Giunta provinciale), во главе с земельным губернатором (нем. Landeshauptmann).
После распада Австро-Венгрии в 1918 году Далмация (кроме Задара, захваченного вместе с некоторыми островами Италией) входит в состав Королевства сербов, хорватов и словенцев (с 1929 года — Югославия).
Русский след. В результате бегства белых из Крыма в 1920 году из Крыма в Далмации располагались главные белогвардейские воинские и беженские лагеря. Постепенно, в течение 1921 и 1922 годов, русские беженцы стали разъезжаться в глубь Королевства СХС.
Во время Второй мировой войны, после расчленения Югославии Германией и её союзниками (1941), Далмация была включена в состав Хорватского государства, часть отошла к Италии. На присоединённых территориях имелось итальянское меньшинство, которое составляли в основном местные землевладельцы, что оправдывало агрессивную политику Италии по отношению к местному населению. Италия начала политику «итальянизации» славян, закрывались славянские школы, запрещалась литература на славянских языках. В 1945 году Далмация вошла в состав Югославии и была разделена между Хорватией и Черногорией; итальянское население, столкнувшись с партизанским террором в отместку за прежние притеснения, большей частью покинуло Далмацию.

## Общая информация
Далмация — одно из старейших региональных и географических образований Европы. Это вытянутый приморский береговой пояс длиной около 400 км, протянувшийся от Новиграда и Пакленицы до мыса Оштро на Превлаке. Адриатическое море омывает берега Далмации и её тысячу островов.
Самые крупные реки Далмации — Неретва, Цетина, Крка и Зранья.
На территории Далмации находятся четыре национальных парка (Корнаты, Пакленица, Крка и Млет), три природных парка (Велебит, Телашчица и Биоково), а также специализированные заповедники — ихтиологические, орнитологические и другие.
В Далмации под охраной ЮНЕСКО находятся дворец Диоклетиана в Сплите, город Дубровник, собор Св. Иакова в Шибенике и исторический центр города Трогир.

## Регионы Далмации
В географическом отношении Далмация делится на Северную (региональные центры — Задар и Шибеник), Среднюю (центр — Сплит) и Южную (центр — Дубровник).
На побережье Далмации много бухт, песчаных и галечных пляжей, поэтому оно очень подходит для отдыха: купания, загорания, яхтинга, водных видов спорта и разных видов рыбной ловли.

### Средняя Далмация
В Средней Далмации, благодаря тёплому морскому течению, купальный сезон продолжается с мая до конца сентября. Благоприятный климат, прекрасное побережье с величественными островами, римские памятники, архитектура Средневековья и Ренессанса делают этот регион одним из самых красивых в Хорватии.
Главным городом в Средней Далмации является Сплит — второй по величине город Хорватии после Загреба, особенно часто туристы посещают «город-музей» Трогир.